# Cattedrale di Sant'Isidoro (San Isidro)
La cattedrale di Sant'Isidoro di San Isidro è la chiesa madre della diocesi di San Isidro in Argentina.

## Storia
La cattedrale, progettata dagli architetti Jacques Dunant e Charles Paquin, venne inaugurata il 14 luglio 1898. La chiesa venne intitolata a Isidoro l'Agricoltore.
L'edificio venne eretto laddove sorgeva una cappella fatta costruire dal capitano Domingo de Acassuso nel 1706.
La cattedrale venne dichiarata Monumento nazionale col decreto n° 9226 del 10 ottobre 1963.

## Descrizione
L'edificio presenta uno stile neogotico. La torre frontale, sormontata da una slanciata guglia, si erge a 68,5 metri di altezza. La chiesa presenta un impianto a croce latina con tre navate e un'abside circolare. Le colonne sono di forma cilindrica. Le facciate esterne vennero realizzate compiendo un'armoniosa giustapposizione di pietra bianca e mattoni rosa. Le grandi finestre sono ornate da vetrate realizzate in Francia. La facciata frontale rivela un grande rosone dalle forme gotiche.
La festa di Sant'Isodoro vi viene celebrata il 15 maggio.

## Galleria d'immagini

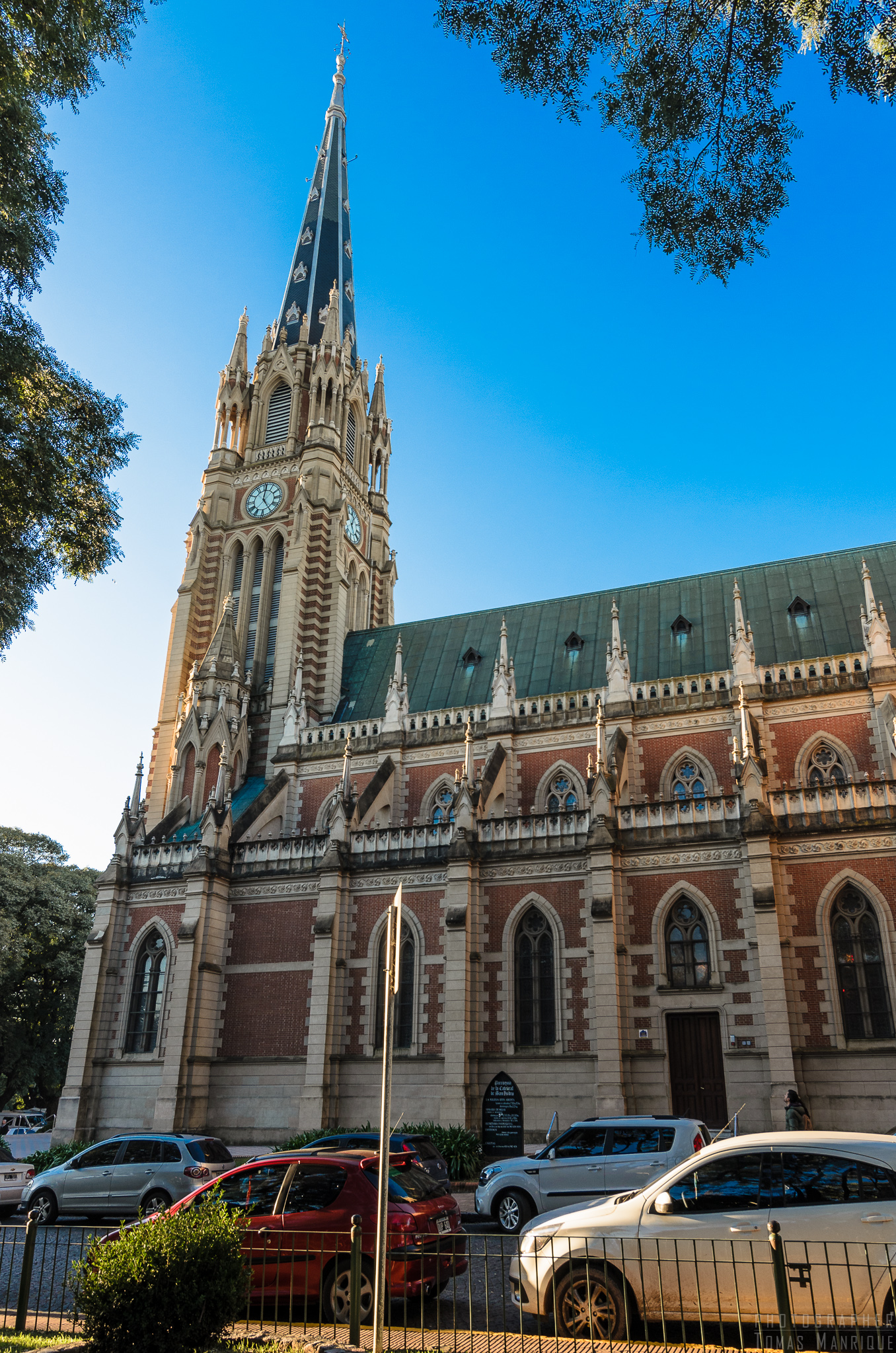
Veduta laterale
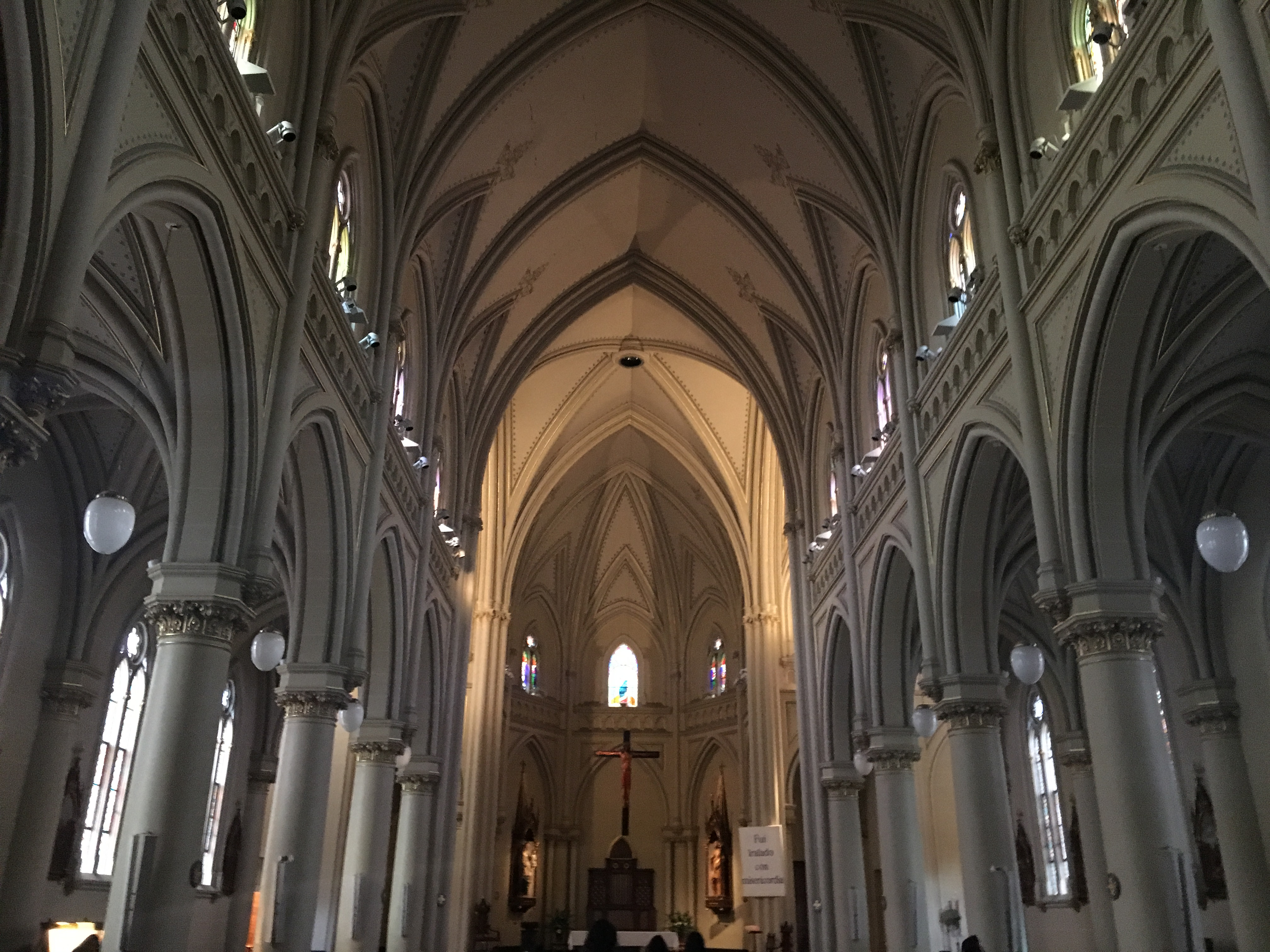
Gli interni della cattedrale
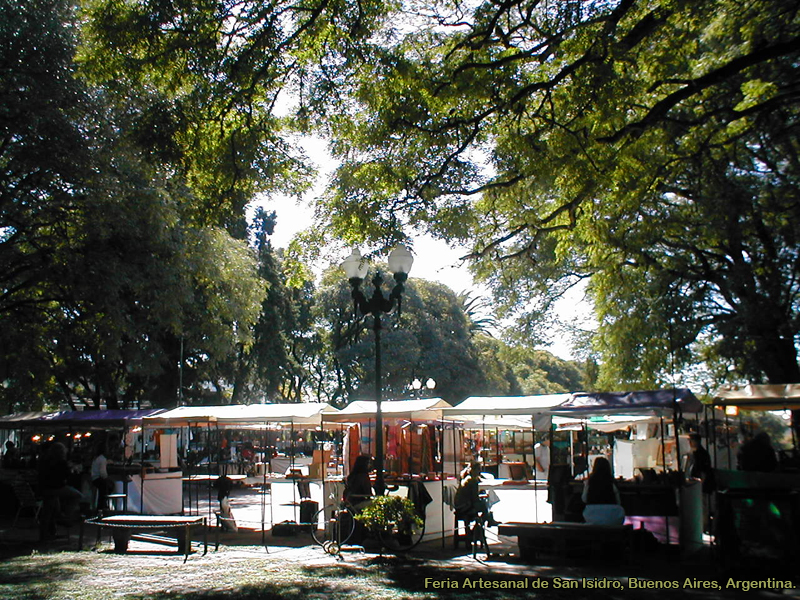
Il mercato dell'artigianato che si tiene sulla piazza antistante la chiesa
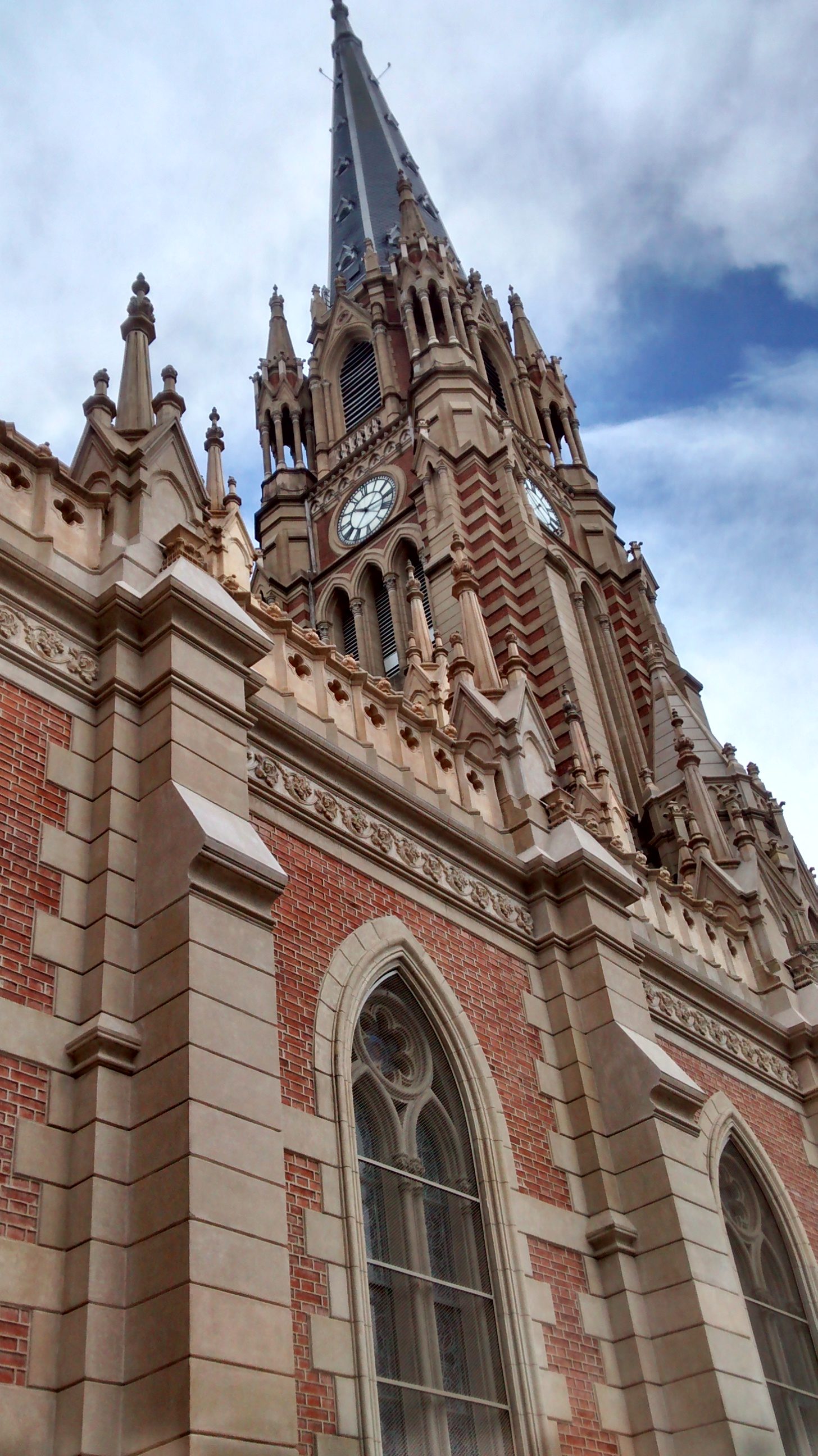
La torre